# كالي (مغني)
كالي (بالفرنسية: Kali)‏ هو مغني فرنسي، ولد في 21 فبراير 1956 في فور دو فرانس في فرنسا.

## وصلات خارجية
- الموقع الرسمي